# Veiko Õunpuu
Veiko Õunpuu, né le 16 mars 1972 sur l'île de Saaremaa, est un réalisateur de cinéma estonien.

## Filmographie
- 2006 : Tühirand (également titré Empty)
- 2007 : Autumn Ball (Sügisball) — Prix Horizons pour la fiction à la 64e Mostra de Venise et meilleur réalisateur au Festival international du film de Thessalonique 2007
- 2009 : The Temptation of St. Tony (Prix du 7ème parallèle au Brussels International Fantastic Film Festival 2011)
- 2011 : 60 Seconds of Solitude in Year Zero (un segment d'une minute du film collectif)
- 2013 : Free Range / Ballaad maailma heakskiitmisest
- 2015 : Roukli
- 2019 : Viimeiset

## Prix et récompenses
- Européen de l'année, 2008
- Ordre de l'Étoile blanche d'Estonie de 4e classe, 2015